# Tobias Grünenfelder
Tobias Grünenfelder, född 27 november 1977, är en schweizisk alpin skidåkare. Han har vunnit i världscupen en gång, den 28 november 2010 i Lake Louise i disciplinen var Super-G. Utöver denna seger har Grünenfelder varit på pallen fyra gånger, varav alla tredjeplatser.